# 戴维·锡尔
戴维·锡尔（英語：David Theile，1938年1月17日—），澳大利亚男子游泳运动员。他曾代表澳大利亚参加1956年和1960年夏季奥林匹克运动会游泳比赛，获得二枚金牌和一枚银牌。